# Bernard Silver
Bernard Silver (* 21. September 1924; † 28. August 1963) war ein US-amerikanischer Elektroingenieur und mit Norman Joseph Woodland Erfinder der Barcodes.
Silver erwarb 1947 einen Bachelor-Abschluss in Elektrotechnik am Drexel Institute of Technology, wo er später Physik unterrichtete. 1948 tat er sich mit Woodland zusammen und erfand den Barcode zur Produktkennzeichnung, nachdem er das Gespräch eines Leiters einer Lebensmittelkette mitbekam, der ein automatisches System zur Inventur haben wollte. 1949 reichten sie ein Patent ein, das 1952 erteilt wurde. Sie verkauften es noch 1952 an Philco (und diese im selben Jahr an  RCA) für 15.000 Dollar (das Patent lief 1969 vor der breiten Anwendung der Erfindung aus). Silver starb vorzeitig bei einem Autounfall und konnte die breite kommerzielle Anwendung von Barcodes in den 1970er Jahren nicht mehr erleben. Erste Scan-Systeme wurden 1967 von Radio Corporation of America (RCA) in einem Kroger Laden in Cincinnati installiert, mit konzentrischen Kreisen als Code. 1970 einigte man sich auf einen industrieweiten gemeinsamen Strichcode (der aber auch schon neben konzentrischen Kreisen im ursprünglichen Patent angesprochen war).
2011 wurde er mit Woodland Mitglied der National Inventors Hall of Fame.